# Collegio elettorale di Roma - Collatino (Camera dei deputati)
Il collegio di Roma - Collatino fu un collegio elettorale uninominale della Repubblica Italiana per l'elezione della Camera dei deputati. Apparteneva alla circoscrizione Lazio 1 e fu utilizzato per eleggere un deputato nella XII, XIII e XIV legislatura.
Venne istituito nel 1993 con la cosiddetta Legge Mattarella (Legge n. 277, Nuove norme per l'elezione della Camera dei deputati), attuata in seguito al referendum abrogativo del 1993. La legge istituì per la Camera dei deputati e per il Senato della Repubblica un sistema di elezione misto, in parte maggioritario e in parte proporzionale. Il 75% dei parlamentari dell'assemblea veniva eletto in collegi uninominali tramite sistema maggioritario a turno unico; il restante 25% alla Camera veniva eletto tramite sistema proporzionale con liste bloccate.
Il collegio venne abolito insieme a tutti gli altri che costituivano la Camera con la promulgazione della legge elettorale successiva, la cosiddetta Legge Calderoli. Questa prevedeva un sistema proporzionale con premio di maggioranza, che alla Camera veniva attribuito a livello nazionale.

## Territorio
Il collegio di Roma - Collatino era uno dei 43 collegi uninominali in cui era suddiviso il Lazio e, come previsto dal D.Lgs. del 20 dicembre 1993 n. 536, comprendeva parte del comune di Roma, in particolare le seguenti zone: Collatino, Tor Cervara e Tor Sapienza.

## Eletti
| Elezione | Elezione | Deputato          | Partito                    |
| -------- | -------- | ----------------- | -------------------------- |
|          | 1994     | Antonio Mazzocchi | Polo del Buon Governo (AN) |
|          | 1996     | Carlo Leoni       | L'Ulivo (PDS/DS)           |
| 2001     |          | Carlo Leoni       | L'Ulivo (PDS/DS)           |

## Dati elettorali

### XII legislatura

#### Risultati proporzionale
| Coalizioni        | Coalizioni                          | Liste                                 | Liste                               | Voti   | %     |
| ----------------- | ----------------------------------- | ------------------------------------- | ----------------------------------- | ------ | ----- |
|                   | Progressisti                        |                                       | Partito Democratico della Sinistra  | 26.741 | 31,22 |
|                   | Progressisti                        | Rifondazione Comunista                | 6.166                               | 7,20   |       |
|                   | Progressisti                        | Federazione dei Verdi                 | 2.836                               | 3,31   |       |
|                   | Progressisti                        | Partito Socialista Italiano           | 1.014                               | 1,18   |       |
|                   | Progressisti                        | Alleanza Democratica                  | 968                                 | 1,13   |       |
|                   | Progressisti                        | Movimento per la Democrazia - La Rete | 550                                 | 0,64   |       |
| Totale coalizione | Totale coalizione                   | 38.275                                | 44,70                               |        |       |
|                   | Polo del Buon Governo               |                                       | Alleanza Nazionale                  | 21.460 | 25,06 |
|                   | Polo del Buon Governo               | Forza Italia                          | 13.753                              | 16,06  |       |
| Totale coalizione | Totale coalizione                   | 35.213                                | 41,12                               |        |       |
|                   | Patto per l'Italia                  |                                       | Partito Popolare Italiano           | 4.840  | 5,65  |
|                   | Patto per l'Italia                  | Patto Segni                           | 3.825                               | 4,47   |       |
| Totale coalizione | Totale coalizione                   | 8.665                                 | 10,12                               |        |       |
|                   | Lista Pannella                      | Lista Pannella                        | Lista Pannella                      | 2.981  | 3,48  |
|                   | Partito della Legge Naturale        | Partito della Legge Naturale          | Partito della Legge Naturale        | 207    | 0,24  |
|                   | Socialdemocrazia                    | Socialdemocrazia                      | Socialdemocrazia                    | 205    | 0,24  |
|                   | Movimento Europa Liberale Cristiana | Movimento Europa Liberale Cristiana   | Movimento Europa Liberale Cristiana | 71     | 0,08  |
|                   | Alleanza per i Castelli             | Alleanza per i Castelli               | Alleanza per i Castelli             | 32     | 0,04  |
| Totale            | Totale                              | Totale                                | Totale                              | 85.649 |       |

#### Risultati uninominale
|                               | Antonio Mazzocchi ✔️ Eletto | Polo del Buon Governo (FI - AN - CCD - UDC - PLD) | 41 927 | 50,33 |  |  |  |  |  |
|                               | Vincenzo Visco              | Progressisti                                      | 41 377 | 49,67 |  |  |  |  |  |
| Totale                        | Totale                      | Totale                                            | 83 304 | 100   |  |  |  |  |  |
|                               |                             |                                                   |        |       |  |  |  |  |  |
| Fonte: Ministero dell'interno |                             |                                                   |        |       |  |  |  |  |  |

### XIII legislatura

#### Risultati proporzionale
| Coalizioni        | Coalizioni                         | Liste                                     | Liste                              | Voti   | %     |
| ----------------- | ---------------------------------- | ----------------------------------------- | ---------------------------------- | ------ | ----- |
|                   | Polo per le Libertà                |                                           | Alleanza Nazionale                 | 24.473 | 29,47 |
|                   | Polo per le Libertà                | Forza Italia                              | 9.101                              | 10,96  |       |
|                   | Polo per le Libertà                | CCD-CDU                                   | 2.578                              | 3,10   |       |
| Totale coalizione | Totale coalizione                  | 36.152                                    | 43,53                              |        |       |
|                   | L'Ulivo                            |                                           | Partito Democratico della Sinistra | 25.040 | 30,16 |
|                   | L'Ulivo                            | Rinnovamento Italiano                     | 3.463                              | 4,17   |       |
|                   | L'Ulivo                            | Popolari per Prodi (PPI-SVP-PRI-UD-Prodi) | 3.024                              | 3,64   |       |
|                   | L'Ulivo                            | Federazione dei Verdi                     | 2.334                              | 2,81   |       |
| Totale coalizione | Totale coalizione                  | 33.861                                    | 40,78                              |        |       |
|                   | Progressisti                       |                                           | Rifondazione Comunista             | 10.283 | 12,38 |
|                   | Lista Pannella - Sgarbi            | Lista Pannella - Sgarbi                   | Lista Pannella - Sgarbi            | 1.353  | 1,63  |
|                   | Movimento Sociale Fiamma Tricolore | Movimento Sociale Fiamma Tricolore        | Movimento Sociale Fiamma Tricolore | 868    | 1,05  |
|                   | Partito Socialista                 | Partito Socialista                        | Partito Socialista                 | 414    | 0,50  |
|                   | Partito Umanista                   | Partito Umanista                          | Partito Umanista                   | 105    | 0,13  |
| Totale            | Totale                             | Totale                                    | Totale                             | 83.036 |       |

#### Risultati uninominale
|                               | Carlo Leoni ✔️ Eletto      | L'Ulivo             | 45 227 | 55,23 |  |  |  |  |  |
|                               | Francesco Caroleo Grimaldi | Polo per le Libertà | 36 663 | 44,77 |  |  |  |  |  |
| Totale                        | Totale                     | Totale              | 81 890 | 100   |  |  |  |  |  |
|                               |                            |                     |        |       |  |  |  |  |  |
| Fonte: Ministero dell'interno |                            |                     |        |       |  |  |  |  |  |

### XIV legislatura

#### Risultati proporzionale
| Coalizioni        | Coalizioni              | Liste                                 | Liste                   | Voti   | %     |
| ----------------- | ----------------------- | ------------------------------------- | ----------------------- | ------ | ----- |
|                   | L'Ulivo                 |                                       | Democratici di Sinistra | 16.764 | 22,84 |
|                   | L'Ulivo                 | La Margherita (Dem - PPI - RI- UDEUR) | 13.695                  | 18,66  |       |
|                   | L'Ulivo                 | Il Girasole (FdV - SDI)               | 1.003                   | 1,37   |       |
|                   | L'Ulivo                 | Comunisti Italiani                    | 911                     | 1,24   |       |
| Totale coalizione | Totale coalizione       | 32.373                                | 44,11                   |        |       |
|                   | Casa delle Libertà      |                                       | Alleanza Nazionale      | 15.966 | 21,75 |
|                   | Casa delle Libertà      | Forza Italia                          | 13.762                  | 18,75  |       |
|                   | Casa delle Libertà      | CCD-CDU                               | 1.211                   | 1,65   |       |
|                   | Casa delle Libertà      | Nuovo PSI                             | 447                     | 0,61   |       |
| Totale coalizione | Totale coalizione       | 31.386                                | 42,76                   |        |       |
|                   | Rifondazione Comunista  | Rifondazione Comunista                | Rifondazione Comunista  | 4.463  | 6,08  |
|                   | Lista Di Pietro         | Lista Di Pietro                       | Lista Di Pietro         | 1.856  | 2,53  |
|                   | Democrazia Europea      | Democrazia Europea                    | Democrazia Europea      | 1.289  | 1,76  |
|                   | Lista Pannella - Bonino | Lista Pannella - Bonino               | Lista Pannella - Bonino | 1.149  | 1,57  |
|                   | Fronte Nazionale        | Fronte Nazionale                      | Fronte Nazionale        | 420    | 0,57  |
|                   | Fiamma Tricolore        | Fiamma Tricolore                      | Fiamma Tricolore        | 351    | 0,48  |
|                   | Lega Nord               | Lega Nord                             | Lega Nord               | 58     | 0,08  |
|                   | Paese Nuovo             | Paese Nuovo                           | Paese Nuovo             | 39     | 0,05  |
|                   | Abolizione scorporo     | Abolizione scorporo                   | Abolizione scorporo     | 13     | 0,02  |
| Totale            | Totale                  | Totale                                | Totale                  | 73.397 |       |

#### Risultati uninominale
|                               | Carlo Leoni ✔️ Eletto  | L'Ulivo            | 38 890 | 53,17 |  |  |  |  |  |
|                               | Roberto Giuseppe Spano | Casa delle Libertà | 30 682 | 41,94 |  |  |  |  |  |
|                               | Maurizio Oliva         | Lista Di Pietro    | 3 577  | 4,89  |  |  |  |  |  |
| Totale                        | Totale                 | Totale             | 73 149 | 100   |  |  |  |  |  |
|                               |                        |                    |        |       |  |  |  |  |  |
| Fonte: Ministero dell'interno |                        |                    |        |       |  |  |  |  |  |